# Typhoon Graphics
Typhoon Graphics Co., Ltd. (株式会社颱風グラフィックス?) es un estudio de animación japonés fundado el 1 de mayo de 2014.
El estudio fue fundado por Takashi Sakurai, exproductor de animación y editor de Anime International Company (AIC). Entre sus empleados se incluyen ex-miembros del departamento de postproducción de AIC.

## Trabajos

### Series de anime
| Año  | Título                                                                | Director(es)              | Fecha de primera transmisión | Fecha de última transmisión | Eps. | Notas | Refs.                |
| ---- | --------------------------------------------------------------------- | ------------------------- | ---------------------------- | --------------------------- | ---- | --- | -------------------- |
| 2017 | One Room                                                              | Shin'ichirō Ueda          | 11 de enero de 2017          | 29 de marzo de 2017         | 12   | Trabajo original. | [ 2 ]                |
| 2017 | Room Mate                                                             | Takashi Sakuma            | 12 de abril de 2017          | 28 de junio de 2017         | 12   | Trabajo original. | [ 3 ]                |
| 2017 | Sengoku Night Blood                                                   | Katsuya Kikuchi           | 3 de abril de 2017           | 26 de diciembre de 2017     | 12   | Basado en un juego otome japonés gratuito desarrollado por Marvelous, Kadokawa y Otomate de Idea Factory.             | [ 4 ]                |
| 2023 | Kanojo ga Kōshaku-Tei ni Itta Riyū                                    | Jun'ichi Yamamoto         | 10 de abril de 2023          | 26 de junio de 2023         | 12   | Basado en un manhwa escrito por Milcha.                                                                               | [ 5 ]                |
| 2023 | Bōkensha ni Naritai to Miyako ni Deteitta Musume ga S-rank ni Natteta | Takeshi Mori Naoki Murata | 28 de septiembre de 2023     | 21 de diciembre de 2023     | 13   | Adaptación de las novelas ligeras escritas por Mojikakiya e ilustradas por toi8.                                      | [ 6 ] [ 7 ]          |
| 2024 | Madо̄gushi Dahlia wa Utsumukanai: Kyō kara Jiyū na Shokunin Life       | Yōsuke Kubo               | 6 de julio de 2024           | 21 de septiembre de 2024    | 12   | Adaptación de las novelas ligeras escritas por Hisaya Amagishi e ilustradas por Kei. Coproducción junto a Imagica.    | [ 8 ] [ 9 ] [ 10 ]   |
| 2024 | Haigakura                                                             | Jun'ichi Yamamoto         | 7 de octubre de 2024         | —                           | 13   | Adaptación del manga escrito e ilustrado por Shinobu Takayama.                                                        | [ 11 ] [ 12 ] [ 13 ] |
| 2025 | Dōse, Koishite Shimaunda                                              | Jun'ichi Yamamoto         | 10 de enero de 2025          | 28 de marzo de 2025         | 12   | Adaptación del manga escrito e ilustrada por Haruka Mitsui.                                                           | [ 14 ] [ 15 ]        |
| 2025 | Mizuzokusei no Mahōtsukai                                             | Hideyuki Satake           | 4 de julio de 2025           | —                           | —    | Adaptación de las novelas ligeras escritas por Tadashi Kudō e ilustradas por Nokito. Coproducción junto a Wonderland. | [ 16 ] [ 17 ]        |
| 2026 | Champignon no Majo                                                    | Yōsuke Kubo               | Enero de 2026                | —                           | —    | Adaptación del manga escrito e ilustrada por Higuchi Tachibana. Coproducción junto a Qzil.la.                         | [ 18 ]               |
| 2026 | Dōse, Koishite Shimaunda Season 2                                     | Jun'ichi Yamamoto         | 2026                         | —                           | —    | Secuela de Dōse, Koishite Shimaunda.                                                                                  | [ 19 ]               |

### OVA's
| Año  | Título   | Director(es)     | Fecha de primera transmisión | Fecha de última transmisión | Eps. | Notas                        | Refs.  |
| ---- | -------- | ---------------- | ---------------------------- | --------------------------- | ---- | ---------------------------- | ------ |
| 2017 | One Room | Shin'ichirō Ueda | 26 de marzo de 2017          | 26 de marzo de 2017         | 3    | Episodios OVA para One Room. | [ 20 ] |

### ONA's
| Año  | Título                | Director(es)    | Fecha de primera transmisión | Fecha de última transmisión | Eps. | Notas            | Refs.  |
| ---- | --------------------- | --------------- | ---------------------------- | --------------------------- | ---- | ---------------- | ------ |
| 2020 | Tōtotsu ni Egypt Kami | Katsuya Kikuchi | 7 de diciembre de 2020       | 8 de febrero de 2021        | 10   | Trabajo original | [ 21 ] |